# Сергеенко, Мария Ефимовна
Мари́я Ефи́мовна Сергее́нко, или Сергие́нко (9 декабря 1891, Новозыбков, Черниговская губерния, Российская империя — 28 октября 1987, Ленинград, РСФСР) — советский филолог, переводчик, антиковед, доктор исторических наук.

## Биография
Родилась в семье чиновника в Новозыбкове Черниговской губернии, её мать происходила из дворянского рода Криницких. Детство провела в имении деда. Окончила Черниговскую Министерскую гимназию.
В 1910 году приехала в Петербург. Поступила на историко-филологический факультет Высших женских курсов, где изучала классическую и всеобщую историю. Участвовала в семинарах М. И. Ростовцева и Ф. Ф. Зелинского, ученицей которых себя считала. Государственные экзамены сдала по отделению классической филологии (1916). Во время учения начала преподавать латынь в гимназии Л. С. Таганцевой и гимназии кн. Оболенской.
Преподавала в женских гимназиях, Саратовском университете.
В 1929 году, после разгрома научных кадров в Саратовском университете, возвратилась в Ленинград, где работала в Государственной публичной библиотеке и 1-м Ленинградском медицинском институте (сначала преподавала, потом заведовала кафедрой латинского языка).
Была одним из авторов латинско-русского ботанического словаря, созданного Всероссийским институтом растениеводства по инициативе Н. И. Вавилова.
Работала в Государственной публичной библиотеке (1931—1934) и в Институте истории науки и техники АН СССР (с 1932).
Во время блокады Ленинграда находилась в осаждённом городе. Написала позднее воспоминания о блокаде.
С 1941 по 1945 год занималась переводом «Исповеди» Аврелия Августина.
Впервые «Исповедь» в переводе М. Е. Сергеенко издана в сборнике «Богословские труды» № 19, 1978 года.
В дальнейшем неоднократно переиздавалась, в 1992, в 2003 и позднее.
В 1943 году защитила докторскую диссертацию по теме римского сельского хозяйства. В 1948 году получила ученое звание профессора.
В 1945—1974 годах работала в Ленинградском отделении Института истории АН СССР.
С 1948 года преподавала в Ленинградском государственном университете на кафедре классической филологии.
Умерла 28 октября 1987 года в Ленинграде, похоронена в Эстонии, на кладбище Пюхтицкого Успенского женского монастыря.
«Пристальное внимание различным вопросам аграрных отношений в Древнем Риме уделила в своих работах М. Е. Сергеенко, — указывает Борис Ляпустин. — Уделяя основное внимание источникам, М. Е. Сергеенко мало обращала внимания на то, насколько исторический материал вписывается в марксистскую теорию».

## Труды
Научное наследие М. Е. Сергеенко составляет более ста работ, многие из которых существуют лишь в виде рукописей. В числе опубликованных работ можно назвать:
- Первая элегия Тибулла (К вопросу о её композиции)
- Из истории италийского огородничества
- Очерк развития римской агрономии
- Колумелла и Варрон как животноводы
- Предтечи прикладной ботаники в античном мире
- Удобрение хлебных полей в древней Италии
- Два типа сельских хозяйств в Италии I в. н. э.
- Колумбарий Статилиев Тавров // Вестник древней истории. 1964. № 4

### Книги
- Помпеи. М. — Л., 1949;
- Очерки по сельскому хозяйству древней Италии, М. — Л..: Изд-во АН СССР, 1958;
- Жизнь древнего Рима: очерки быта. М. — Л.: Наука, 1964 (2-е изд. СПб., 2002)
- Простые люди древней Италии М.: Наука, 1964;
- Сергеенко М. Е. Ремесленники Древнего Рима: Очерки / Академия наук СССР. Ленинградское отделение Института истории.. — Л.: Наука. Ленингр. отд-ние, 1968. — 164 с. — 3200 экз.

### Переводы
- Арриан «Поход Александра» (1962)
- Аврелий Августин. Исповедь Блаженного Августина, епископа Гиппонского. Перевод и примечания М. Е. Сергеенко. М.: Renaissance, 1991.
- «Письма Св. Киприана»
- Евсевий Памфил «Церковная история» (1982—1986)[10]
- Климент Александрийский «Педагог» (отрывки)
- Катон Старший «Земледелие» (1950)
- Тертуллиан «О покаянии»
- Плиний Младший «Письма» (совм. с А. И. Доватуром)
- Тит Ливий «История Рима» (3-я декада)
- Феофраст «Исследование о растениях» (1951)

## Награды
- Медаль «За оборону Ленинграда»
- Медаль «За доблестный труд в Великой Отечественной войне 1941—1945 гг.»